# Amplitudenumtastung
Amplitudenumtastung (englisch Amplitude-Shift Keying, abgekürzt ASK) ist eine digitale Modulationsart. Dabei wird die Amplitude der Träger verändert, um verschiedene Werte zu übertragen. Die einfachste Form der Amplitudentastung ist das sogenannte On-Off Keying (OOK), bei dem der Träger an- bzw. ausgeschaltet wird, um eine 1 bzw. eine 0 zu übertragen.
Anstelle von nur zwei verschiedenen Amplitudenwerten können auch mehrere Abstufungen verwendet werden. Dadurch lassen sich pro Symbolschritt mehrere Bits kodieren. Setzt man z. B. vier unterschiedliche Amplituden in einem Signal ein, repräsentieren diese Amplituden zwei Bits (Symbole: 00, 01, 10 und 11).

## Anwendungen

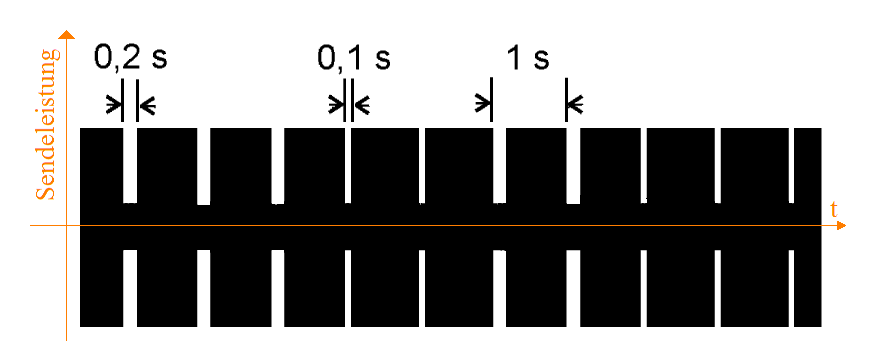
Beispiel für die amplitudenmodulierte Sendeleistung von DCF77 als Funktion der Zeit

Ein Beispiel für Amplitudenumtastung ist das deutsche DCF77-Signal der Funkuhr, die auch Atomuhr genannt wird. Andere Länder haben diese Idee auf anderen Frequenzen umgesetzt. Hier wird ein Langwelle-Träger von 77,5 kHz im Sekundentakt in seiner Amplitude auf 25 % der Nennleistung abgeschwächt. Der Anfang der Abschwächung wird zur genauen Zeitsynchronisation verwendet, und die Dauer der Abschwächung (100 ms oder 200 ms) repräsentiert ein Bit. Innerhalb einer Minute hat man genügend Bits gesammelt, um Datum, Zeit, Schaltsekunde, Normalzeit/Sommerzeit und ggf. weitere Informationen darzustellen.
Ein anderes Beispiel sind Funkfeuer zur Ortsbestimmung. Der Träger wird zunächst mit einem Ton im Audiobereich (z. B. 1 kHz) moduliert. Dieser Hilfsträger wiederum wird mit einem Morse-Code als Identifikator des Funkfeuers moduliert (getastet).
Historische Anwendungen einer Amplitudenumtastung stellen die Morsetelegrafie und der Hellschreiber dar. Beide Verfahren werden im Amateurfunk weiterhin verwendet.